# 4D 스포츠 복싱
《4D 스포츠 복싱》(4D Sports Boxing)은 4D 스포츠 시리즈의 3차원 권투 컴퓨터 게임으로, 벤쿠버의 디스팅티브 소프트웨어가 모션 캡처 애니메이션과 더불어 개발하였다.

## 개발
최초 버전 1.0은 1991년 6월 마인드스케이프가 배급하였다. 이 게임은 PC, 매킨토시, 아타리 ST, 아미가, 후지쯔 FM 타운스 마티용으로 출시되었다. 매킨토시 버전은 그래픽이 조금 더 개선되었으나 화면 크기는 더 작다.

## 반응
컴퓨터 게이밍 월드는 폴리곤 그래픽이 이상하게 보이지만 매우 정교하게 모델링된 복싱 선수의 몸과 펀치의 모습을 보여준다고 언급하였다. 이 잡지는 "4D 복싱은 복싱 기술의 효율적인 표현과 함께 훌륭하고 재밌는 게임"이라고 결론을 내렸다. 같은 해에 이 잡지는 이 게임을 당해 최고의 스포츠 게임으로 선정하였다.
1994년, PC 게이머는 "4D 복싱"을 47번째 최고의 컴퓨터 게임으로 이름을 올렸다.

## 같이 보기
- 파이트 나이트